# اوک وود (مریلند)
اوک وود (به انگلیسی: Oakwood) یک منطقهٔ مسکونی در ایالات متحده آمریکا است که در شهرستان سیسیل، مریلند واقع شده‌است. اوک وود ۱۱۳٫۰۸ متر بالاتر از سطح دریا واقع شده‌است.